# Leucochrysa (Nodita) laertes
Leucochrysa (Nodita) laertes is een insect uit de familie van de gaasvliegen (Chrysopidae), die tot de orde netvleugeligen (Neuroptera) behoort. 
Leucochrysa (Nodita) laertes is voor het eerst wetenschappelijk beschreven door Banks in 1946.